# Anosia plexippus
Anosia plexippus är en fjärilsart som beskrevs av Carl von Linné 1758. Anosia plexippus ingår i släktet Anosia och familjen praktfjärilar. Inga underarter finns listade i Catalogue of Life.